# Итало-эфиопский договор (1900)
Итало-эфиопский договор (1900) — политический договор, установивший окончательную границу между Итальянской Эритреей и Эфиопской империей.

## Предыстория
В 1897 году, согласно статье 4 Аддис-Абебского договора, в Аддис-Абебе была подписана конвенция, долженствующая определить новую границу между Эфиопией и Итальянской Эритреей. Она предусматривала присоединение к Эфиопии четырёх округов (Адди-Кайе, Адди-Угри, Серае, Акэле-Гузай), вдающихся в центральную часть Эритреи и важных в стратегическом отношении. Итальянское правительство отказалось от ратификации этой конвенции (не была даже опубликована), начался новый раунд итало-эфиопских переговоров о границе. Наконец, через три года итальянское и эфиопское правительства пришли к взаимопониманию и заключили договор, приближенный к итальянским условиям.

## Заключение договора и его условия
Новый итало-эфиопский договор о границе между собственными владениями был подписан негусом Эфиопии Менеликом II и уполномоченным Италии Чиккодикола 10 июля 1900 года в Аддис-Абебе, Эфиопия. Эфиопия отказывалась от прав на владение этими четырьмя округами и от будущих претензий на них. Эфиопо-эритрейская граница по рекам Мареб, Белеза и Муна, установленная Аддис-Абебским договором как временная, была признана постоянной (статья 1 договора).

## Последствия
Впоследствии заключённое уже через шесть лет Лондонское соглашение Италии с другими великими державами, имеющими свои интересы в данном регионе, — Великобританией и Францией, поставило выполнение этого договора, закреплявшего постоянные границы и независимость Эфиопии, под сомнение.